# Фелден (Пегниц)
Фелден (њем. Velden) град је у њемачкој савезној држави Баварска. Једно је од 27 општинских средишта округа Нирнбергер Ланд. Према процјени из 2010. у граду је живјело 1.805 становника. Посједује регионалну шифру (AGS) 9574160.

## Географски и демографски подаци
Фелден се налази у савезној држави Баварска у округу Нирнбергер Ланд. Град се налази на надморској висини од 377 метара. Површина општине износи 21,3 km². У самом граду је, према процјени из 2010. године, живјело 1.805 становника. Просјечна густина становништва износи 85 становника/km².